# Weslaco
Weslaco è un centro abitato degli Stati Uniti d'America situato nella contea di Hidalgo dello Stato del Texas.
La popolazione era di 35.670 persone al censimento del 2010. Fa parte dell'area metropolitana di McAllen–Edinburg–Mission e Reynosa–McAllen.

## Storia
Durante la seconda guerra mondiale, la produzione di sacchi di sabbia raggiunse un picco nel Weslaco, e la città stessa fu dichiarata "sandbagging capital of the world".

## Geografia fisica
Weslaco è situata a 26°09′33″N 97°59′15″W (26.159130, -97.987374).
Secondo lo United States Census Bureau, ha un'area totale di 12,8 miglia quadrate (33 km²), di cui 12,7 miglia quadrate (33 km²) di terreno e 0,1 miglia quadrate (0,26 km², 0.55%) d'acqua.
Le strade a nord dei binari ferroviari hanno nomi spagnoli, e le strade a sud dei binari ferroviari hanno nomi inglesi come conseguenza di un'ordinanza comunale del 1921 secondo la quale i terreni a nord dei binari erano riservati alle residenze e alle attività ispaniche, e la terra a sud alle residenze e alle attività di etnie di origine anglosassone.

## Società

### Evoluzione demografica
Secondo il censimento del 2000, c'erano 26.935 persone, 8.295 nuclei familiari e 6.602 famiglie residenti nella città. La densità di popolazione era di 2.123,1 persone per miglio quadrato (819,5/km²). C'erano 10.230 unità abitative a una densità media di 806,4 per miglio quadrato (311,3/km²). La composizione etnica della città era formata dal 74,92% di bianchi, lo 0,27% di afroamericani, lo 0,49% di nativi americani, l'1,14% di asiatici, lo 0,06% di isolani del Pacifico, il 20,93% di altre razze, e il 2,19% di due o più etnie. Ispanici o latinos di qualunque razza erano l'83,76% della popolazione.
C'erano 8.295 nuclei familiari di cui il 41,1% aveva figli di età inferiore ai 18 anni, il 59,2% aveva coppie sposate conviventi, il 17,0% aveva un capofamiglia femmina senza marito, e il 20,4% erano non-famiglie. Il 18,4% di tutti i nuclei familiari erano individuali e il 10,8% aveva componenti con un'età di 65 anni o più che vivevano da soli. Il numero di componenti medio di un nucleo familiare era di 3,21 e quello di una famiglia era di 3,68.
La popolazione era composta dal 31,8% di persone sotto i 18 anni, il 9,9% di persone dai 18 ai 24 anni, il 25,9% di persone dai 25 ai 44 anni, il 17,2% di persone dai 45 ai 64 anni, e il 15,1% di persone di 65 anni o più. L'età media era di 31 anni. Per ogni 100 femmine c'erano 87,9 maschi. Per ogni 100 femmine dai 18 anni in giù, c'erano 82,4 maschi.
Il reddito medio di un nucleo familiare era di 26.573 dollari e quello di una famiglia era di 29.215 dollari. I maschi avevano un reddito medio di 24.202 dollari contro i 19.688 dollari delle femmine. Il reddito pro capite era di 11.235 dollari. Circa il 26,5% delle famiglie e il 30,9% della popolazione erano sotto la soglia di povertà, incluso il 40,6% di persone sotto i 18 anni e il 23,5% di persone di 65 anni o più.